# NGC 6736
NGC 6736 је елиптична галаксија у сазвежђу Паун која се налази на NGC листи објеката дубоког неба.
Деклинација објекта је - 65° 25' 43" а ректасцензија 19h 7m 29,3s. Привидна величина (магнитуда) објекта NGC 6736 износи 13,3 а фотографска магнитуда 14,3. NGC 6736 је још познат и под ознакама ESO 104-37, AM 1902-653, PGC 62792.